# Oldřich Skácel
Oldřich Skácel (19. dubna 1908, Lhota u Vyškova – 7. prosince 2002, Jablonec nad Nisou) byl československý a český plukovník. Za druhé světové války se zapojil do odbojových skupin Bartoš a Žižkovy zbraně a v Itálii se stal členem 1. čs. samostatné brigády. Jako politický vězeň měl být odsouzen k trestu smrti, ale kvůli polehčujících okolnosti byl trest zmírněn na trest k doživotí.
Dne 28. října 1995 byl oceněn Řádem Bílého lva III. třídy za mimořádné zásluhy o obranu a bezpečnost státu a vynikající bojovou činnost.

## Život
Narodil se ve vesnici Lhota u Vyškova, která je dnes součástí města Vyškov. Jako mladý měl zálibu v cyklistice a byl členem úspěšného vyškovského oddílu. Po dvouleté obchodní škole nastoupil roku 1928 na vojenskou službu u 2. cyklistické eskadrony v Brně. Po dokončení základní vojenské služby se stal profesionálním vojákem. Během druhé světové války byl důstojníkem vládního vojska a na začátku války se zapojil do odbojových skupin Bartoš a Žižkovy zbraně. Tam působil do roku 1944, kdy byl odvelen do Itálie. Zde se na straně spojenců účastnil bojů a následně se stal členem 1. čs. samostatné brigády v Itálii.
Teprve v červenci 1945 přišel rozkaz k odjezdu z Itálie a po návratu do Československa dostal od prezidenta Edvarda Beneše vyznamenání Za zásluhy v 2. odboji. Byl převelen k tankovému útvaru ve Vyškově a několikrát byl tlačen k tomu, aby se dal do KSČ. Začal být sledován do té doby, než byl 12. května 1948 zadržen orgány OBZ po předchozím varování. Po více než roce vyšetřování, kdy byl bit, trýzněn hladem a žízní a pod různými výhrůžkami, podepsal už jak tělesně, tak i duševně vysílený čisté bílé archy papíru jen se svými iniciály. Na ně byly následně napsány smyšlené důkazy. Těmito důkazy byl 4. února 1950 odsouzen. Byl navrhován trest smrti, ale zachránily ho polehčující okolnosti, a to za mimořádné zásluhy při osvobozování republiky, a tak byl odsouzen pouze k doživotí. Po věznění v Borech, Leopoldově, Valdicích i Ruzyni a pracích v uranových dolech na Příbramsku byl díky amnestii v roce 1960 po 11 letech propuštěn.
Po návratu z vězení se vrátil zpět do Lhoty. Jeho návrat nebyl ale zcela lehký. Jeho manželka a dva synové se od něj odvrátili a přijali jiné příjmení, pro některé občany vesnice byl nežádoucí a kriminálník a nadále byl sledován StB. Pracoval v kamenolomu a vypomáhal bratrovi v hospodě. Zanedlouho se ale seznámil se svou druhou manželkou Julii, která také pocházel ze Lhoty a krátce před seznámením ovdověla. Vzali se a po povolení od StB v roce 1962 se mohl odstěhovat do Jistebska, kde Julie vlastnila dům. Zde pracoval jako nákupčí v JZD a i když mohl odejít do důchodu v roce 1968, nadále musel pracovat až do Sametové revoluce pod dohledem StB.
Až po roce 1989 byl plně rehabilitován a povýšen do hodnosti plukovníka. U příležitosti oslav výročí vzniku Československa byl 28. října 1995 vyznamenán prezidentem Václavem Havlem Řádem Bílého lva III. třídy. V témže roce mu bylo také uděleno i čestná občanství města Vyškov a Jablonec nad Nisou.
Zemřel 7. prosince 2002 ve věku 94 let v Jablonci nad Nisou, kde se konal i pohřeb s vojenskými poctami.

## Vyznamenání
- Československá vojenská medaile za zásluhy
- 1995 —  Řád Bílého lva, III. tř. vojenská skupina